# Harold Balanta
Harold Balanta (Santander de Quilichao, Colombia, 16 de marzo de 1998) es un futbolista colombiano. Juega como volante de marca y actualmente milita en el Fortaleza CEIF de la Categoría Primera A de Colombia.

## Selección nacional
Es convocado por la Selección Colombiana sub-20 para disputar el Campeonato Sudamericano Sub-20 en Ecuador.

### Participaciones en juveniles
| Competición                            | Sede    | Resultado  | Part. | Goles |
| -------------------------------------- | ------- | ---------- | ----- | ----- |
| Campeonato Sudamericano Sub-20 de 2017 | Ecuador | Eliminados | 6     | 0     |

## Clubes
| Club                     | País     | Temporadas    |
| ------------------------ | -------- | ------------- |
| Universitario de Popayán | Colombia | 2016          |
| Deportes Quindío         | Colombia | 2017-presente |

## Estadísticas
| Club                                | Div                 | Temporada           | Liga  | Liga  | Copa Nacional | Copa Nacional | Copa Internacional | Copa Internacional | Total | Total |
| Club                                | Div                 | Temporada           | Part. | Goles | Part.         | Goles         | Part.              | Goles              | Part. | Goles |
| ----------------------------------- | ------------------- | ------------------- | ----- | ----- | ------------- | ------------- | ------------------ | ------------------ | ----- | ----- |
| Universitario de Popayán · Colombia | 2ª                  | 2016                | 30    | 0     | 6             | 0             | -                  | -                  | 36    | 0     |
| Universitario de Popayán · Colombia | Total               | Total               | 30    | 0     | 6             | 0             | -                  | -                  | 36    | 0     |
| Deportes Quindío · Colombia         | 2ª                  | 2017                | 13    | 1     | 5             | 0             | -                  | -                  | 18    | 1     |
| Deportes Quindío · Colombia         | 2ª                  | 2018                | 7     | 0     | 0             | 0             | -                  | -                  | 7     | 0     |
| Deportes Quindío · Colombia         | 2ª                  | 2019                | 14    | 1     | 3             | 0             | -                  | -                  | 17    | 1     |
| Deportes Quindío · Colombia         | 2ª                  | 2020                | 0     | 0     | 0             | 0             | -                  | -                  | 0     | 0     |
| Deportes Quindío · Colombia         | Total               | Total               | 34    | 2     | 8             | 0             | -                  | -                  | 42    | 2     |
| Total en su carrera                 | Total en su carrera | Total en su carrera | 64    | 2     | 14            | 0             | -                  | -                  | 78    | 2     |